# Clube Desportivo Trofense
El Clube Desportivo Trofense es un club de fútbol de la ciudad de Trofa, situada en el norte de Portugal. Fue creado en 1930 y  A partir de la temporada 2023-24 jugará en la Terceira Liga, la tercera categoría del Fútbol en Portugal.

## Historia
Los orígenes del club se remontan a 1929 cuando un club amateur de la localidad llamado Sporting Club da Trofa comenzó a disputar sus primeros partidos. El 12 de octubre de 1930 el club comienza su andadura de forma oficial, disputando torneos regionales. Sin embargo, el club dejó de funcionar en 1935 de forma momentánea ante la falta de liquidez y de un terreno de juego.
En 1950 se inauguró el estadio de Trofa, por lo que el club pudo retomar sus actividades de forma regular. En categorías inferiores durante gran parte de su historia, el equipo despegó a finales de los años 90 y ascendió por primera vez en su historia a la Primera División de Portugal en la temporada 2007-08, quedando en el último lugar de la tabla y descendiendo nuevamente a la Segunda División.

## Uniforme
- Uniforme titular: Camiseta roja, pantalón azul y medias rojas.
- Uniforme alternativo: Camiseta, pantalón y medias amarillos.

## Estadio
El club juega sus partidos como local en el Estádio do Clube Desportivo Trofense, un campo situado en Trofa, perteneciente al club, y con capacidad para aproximadamente 5.017 espectadores.

## Palmarés

### Torneos nacionales
- Campeonato de Segunda División: 1 (2007-08)
- Campeonato de Portugal: 1 (2020-21)